# Генрі (округ, Огайо)
41°20′ пн. ш. 84°04′ зх. д. / 41.33° пн. ш. 84.07° зх. д.
О́круг Ге́нрі (англ. Henry County) — округ (графство) у штаті Огайо, США. Ідентифікатор округу 39069.

## Історія
Округ утворений 1820 року.

## Демографія
За даними перепису
2000 року
загальне населення округу становило 29210 осіб, зокрема міського населення було 9210, а сільського — 20000.
Серед мешканців округу чоловіків було 14427, а жінок — 14783. В окрузі було 10935 домогосподарств, 7966 родин, які мешкали в 11622 будинках.
Середній розмір родини становив 3,1.
Віковий розподіл населення поданий у таблиці:
| Стать    | До 15 років | 15-21 | 22-29 | 30-39 | 40-49 | 50-65 | 65-85 | Понад 85 |
| -------- | ----------- | ----- | ----- | ----- | ----- | ----- | ----- | -------- |
| Чоловіки | 3377        | 1608  | 1340  | 1999  | 2309  | 2139  | 1517  | 138      |
| Жінки    | 3125        | 1420  | 1300  | 2044  | 2230  | 2226  | 2024  | 414      |

## Суміжні округи
- Фултон — північ
- Лукас — північний схід
- Вуд — схід
- Генкок — південний схід
- Патнем — південь
- Дефаєнс — захід
- Вільямс — північний захід

## Виноски
1. ↑  Ohio County Profiles: Henry County. Ohio Department of Development. Архів оригіналу (PDF) за 13 липня 2013. Процитовано 28 квітня 2007.
2. ↑  U.S. Decennial Census. United States Census Bureau. Архів оригіналу за 26 квітня 2015. Процитовано 8 лютого 2015.
3. ↑  Historical Census Browser. University of Virginia Library. Архів оригіналу за 11 серпня 2012. Процитовано 8 лютого 2015.
4. ↑  Forstall, Richard L., ред. (27 березня 1995). Population of Counties by Decennial Census: 1900 to 1990. United States Census Bureau. Архів оригіналу за 14 лютого 2015. Процитовано 8 лютого 2015.
5. ↑  Census 2000 PHC-T-4. Ranking Tables for Counties: 1990 and 2000 (PDF). United States Census Bureau. 2 квітня 2001. Архів оригіналу (PDF) за 18 грудня 2014. Процитовано 8 лютого 2015.
6. ↑  State & County QuickFacts. United States Census Bureau. Архів оригіналу за 6 червня 2011. Процитовано 8 лютого 2015.(англ.) Наведено за англійською вікіпедією.
7. ↑  American FactFinder. Бюро перепису населення США. Архів оригіналу за 21 травня 2008. Процитовано 31 січня 2008.

| США | Це незавершена стаття з географії США. Ви можете допомогти проєкту, виправивши або дописавши її. |